# Санторио
Санто́рио (итал. Santorio Santorio (Санторио Санторио), лат. Sanctorius (Санкториус); 29 марта 1561, Копер — 22 февраля 1636, Венеция, Венецианская республика) — итальянский врач  (анатом и физиолог), изобретатель ртутного термометра, представитель ятрофизики.

## Биография
Работал врачом в Польше, Венгрии, Хорватии, вел профессорскую деятельность в Падуанском университете. Основные исследования проводил в области обмена веществ человека, особое значения придавая изучению дыхания и «невидимого испарения» с поверхности кожи.
Проводил опыты на себе, в которых стремился выразить количественно физиологические процессы в организме.
За свою исследовательскую деятельность изобрел ряд измерительных приборов, среди которых прибор для измерения силы пульсация артерий, весы для наблюдения за изменениями массы человека. В 1626 году вместе с Галилео Галилеем создал первый ртутный термометр.
Большую часть своих исследований отразил в книге «De statica medicina» (1614).